# Gündisau
Gündisau är en ort i kommunen Russikon i kantonen Zürich, Schweiz. 